# Gary Plummer
Gary Dean Plummer (Highland Park, Míchigan; 21 de febrero de 1962) es un exjugador de baloncesto estadounidense. Con 2,06 de estatura, su puesto natural en la cancha era el de pívot.

## Trayectoria
- Osborn High School
- Universidad de Boston (1980-1984)
- Golden State Warriors (1984-1985)
- Charleston Gunners (1986-1987)
- Rapid City Thrillers (1987)
- CB Málaga (1987-1988)
- Basket Brescia (1990-1992)
- Denver Nuggets (1992-19931992-1993)
- AO Dafni (1993-1994)
- Hapoel Givat Yagur (1994-1995)
- Gigantes de Carolina (1995)
- Levallois (1995)
- Pallacanestro Virtus Roma (1995)
- Regatas de Lima (1995-1996)
- Club Atlético Quilmes Mar del Plata (1996)
- Gigantes de Carolina (1996)
- Regatas de Lima (1996-1997)
- Maccabi Hadera (1999-2000)